# Coston, Leicestershire
Coston är en by i civil parish Garthorpe, i distriktet Melton, i grevskapet Leicestershire i England. Byn är belägen 10 km från Melton Mowbray. Coston var en civil parish fram till 1936 när blev den en del av Garthorpe. Civil parish hade 74 invånare år 1931. Byn nämndes i Domedagsboken (Domesday Book) år 1086, och kallades då Castone.